# Wedding Peach - I tanti segreti di un cuore innamorato
Wedding Peach - I tanti segreti di un cuore innamorato (愛天使伝説ウェディング・ピーチ?, Ai Tenshi densetsu Wedingu Pīchi, lett. "La leggenda dell'Angelo dell'Amore Wedding Peach") è un manga shōjo e mahō shōjo scritto da Sukehiro Tomita e disegnato da Nao Yazawa, pubblicato in Giappone sulla rivista Ciao di Shogakukan dal marzo 1994 all'aprile 1996. Nel 1996, a sola opera della Yazawa, è stato pubblicato sulla rivista per bambini Shōgaku Sannensei in un unico volume Wedding Peach Young Love, che racconta la medesima trama, ma riassunta e in modo meno complesso. In Italia è stato pubblicato da Star Comics dal settembre 2004 al febbraio 2005.
Dal manga è stato tratto un anime di 51 episodi, prodotto da KSS e andato in onda in Giappone su TV Tokyo tra l'aprile 1995 e il marzo 1996; in Italia è stato trasmesso, con il titolo I tanti segreti di un cuore innamorato - Wedding Peach, su Italia 1 tra l'agosto e il settembre 2000 con cadenza settimanale nella fascia notturna a sei episodi per volta. Tra il novembre 1996 e marzo 1997 è uscito un OAV di 4 episodi dal titolo Wedding Peach DX, arrivato anche in Italia in VHS da Dynamic Italia nel 1999.

## Trama
Esistono due mondi in continua lotta da secoli tra loro: il mondo degli Angeli e il mondo dei Demoni.
Momoko Hanasaki (SunRose, in Italia) è una ragazza allegra e gentile che frequenta le scuole medie insieme alle sue due migliori amiche, Yuri Tanima (Lily) e Hinagiku Tamano (Daisy). Le tre ragazze fanno tutte parte del club di giornalismo della scuola e sono rivali in amore, in quanto hanno una cotta per il capitano della squadra di calcio del loro istituto, Kazuya Yanagiba (Nicholas).
Un giorno, Momoko viene attaccata da un Demone che vuole sottrarle un anello appartenuto alla madre morta da tempo: qui, la ragazza viene soccorsa dall'arcangelo Limone (Aaron) e dalla dea Aphrodite scoprendo di essere in realtà un Angelo dell'Amore, detta Wedding Peach. L'anello lasciatole dalla madre è in realtà uno dei Saint Something Four, quattro oggetti magici che nascondono un grande potere e che sono sparsi sulla Terra. Il suo compito è quello di recuperarli tutti e di proteggere la Terra dall'attacco della malvagia regina Reine Devila (Oscuria) che vuole cancellare l'amore dall'universo. Successivamente la guerriera scoprirà che anche le sue due amiche sono Angeli, rispettivamente Angel Lily e Angel Daisy, con le quali combatterà le forze del male e a cui si aggiungerà anche un quarto Angelo che si manifesterà solo più avanti, Scarlet O'Hara/Angel Salvia.
Momoko inoltre approfondisce la sua conoscenza con un ragazzo, Yosuke Fuuma (Alex), per cui inizierà a provare un sentimento fortissimo, tra l'altro ricambiato. Yosuke ha un carattere molto scontroso e più avanti Momoko scoprirà che quando il ragazzo era ancora molto piccolo è stato abbandonato dal padre. Col proseguire della storia, l'amore tra i due diventerà sempre più forte, anche quando scopriranno di essere nemici: Momoko infatti è in realtà la figlia dell'Angelo Cerezo e Yosuke è Viento (Vento), figlio di un Demone di nome Uragano, i quali, scaraventati sulla Terra dopo una battaglia, si risvegliarono poi come semplici umani. Ma l'amore tra Momoko e Yosuke è ormai troppo forte e sarà proprio questo loro sentimento a sconfiggere le tenebre e a riportare l'amore nell'universo.

## Personaggi

Da sinistra: Wedding Peach, Angel Lily, Angel Daisy, Angel Salvia

### Principali
Momoko Hanasaki (花咲 ももこ?, Hanasaki Momoko, in Italia SunRose) / Wedding Peach (ウェディングピーチ?, Wedingu Pīchi)
Doppiata da: Kyōko Hikami (ed. giapponese), Emanuela Pacotto (ed. italiana)
È una quattordicenne allegra e frizzante e spesso anche un bel po' pasticciona. Sua madre Sakura ha lasciato la famiglia quando lei aveva 2 anni, e adesso vive col padre Shoichiro da cui ha ereditato la passione per la fotografia. È nata il 3 marzo e il suo nome significa "pesca"; Yosuke per prenderla in giro la chiama spesso "Momopi", cosa che la fa infuriare. All'inizio ha una cotta per Yanagiba ma poi s'innamora, ricambiata, di Yosuke; nel manga, dieci anni dopo, si sposa con quest'ultimo. Come Wedding Peach è la leader degli Angeli dell'Amore, e quindi è spesso colei che dà il colpo di grazia ai demoni. Ottiene il Saint Something Old, uno dei Saint Something Four, unendo l'anello della madre al campanellino di Yosuke donatogli dal padre; la sua frase simbolo contro i nemici è «L'Angelo dell'Amore Wedding Peach è davvero di cattivo umore!» (「愛天使ウェディングピーチはとってもご機嫌ななめだわ！」?, «Ai Tenshi Wedingu Pīchi wa tottemo gokigen nanameda wa!»).
- «Wedding Beautiful Flower!» (「ウェディング・ビューティフル・フラワー！」?, «Wedingu Byūtifuru Furawā!»): è frase utilizzata da Momoko per trasformarsi in versione sposa. In Italia «Specchio del Cuore, libera le onde dell'amore!».
- Lovely Operation Tempete (ラブリー・オペラシオン・タンピート?, Raburī Operashion Tanpīto): è l'attacco di Wedding Peach in versione sposa. La guerriera con lo scettro Saint Operation purifica il nemico tramite le onde dell'amore. In Italia «Onde luminose dell'amore, cancellate l'oscurità dal suo cuore!».
- «Angel Amour Peach!» (「エンジェル・アムール・ピーチ！」?, «Enjeru Amūru Pīchi!»): è la frase utilizzata da Wedding Peach per trasformarsi in versione guerriera. In originale «Wedding Change, cambio d'abito! Angel Amour Peach!», in Italia «Magica Armatura del Cuore, proteggi l'amore!».
- Saint Miroir~Bridal Flash (セント・ミロワール～ブライダル・フラッシュ?, Sento Mirowāru~Buraidaru Furasshu): è il primo attacco di Wedding Peach. La guerriera attacca il nemico avvalendosi del potere benefico del suo Saint Miroir. In Italia «Onde luminose dell'amore, avvolgete la Regina dei Cuori! Cuore di luce, entra in azione!».
- Saint Crystal Love For You (セント・クリスタル・ラブフォーユー?, Sento Kurisutaru Rabu Fō Yū): è il secondo attacco di Wedding Peach. La guerriera converte il potere oscuro in onde dell'amore e purifica il nemico, potenziata dallo scettro Saint Crystal del Something Old, uno dei Saint Something Four. In originale «Regalo di matrimonio, Saint Crystal Love For You!», in Italia «Sfavillante rubino del cuore! Scettro di Cristallo! Onde luminose dell'amore, cancellate l'oscurità dal suo cuore!».
- Saint Feather Impulse (セント・フェザー・インパルス?, Sento Fezā Inparusu): è l'attacco di Wedding Peach nella serie OAV. La guerriera lancia delle piume alate energizzate contro il nemico.
- Saint Grenade Critical~Heart Impact (セント・グレネード・クリティカル～ハート・インパクト?, Sento Gurenēdo Kuritikaru~Hāto Inpakuto): Wedding Peach attacca con l'aiuto dei poteri degli altri Angeli dell'Amore tramite la pistola Saint Grenade Critical; utilizzato nella serie OAV.

Yuri Tanima (谷間 ゆり?, Tanima Yuri, in Italia Lily) / Angel Lily (エンジェルリリィ?, Enjeru Rirī)
Doppiata da: Yukana Nogami (ed. giapponese), Jasmine Laurenti (ed. italiana)
Elegante, molto femminile e ben educata, è una ragazza di alto rango sociale. Vive con il padre e la madre, che è una nota disegnatrice di abiti da sposa. È nata il 7 luglio e il suo nome significa "giglio"; è francese da parte della nonna materna. Come hobby è reporter per il giornale scolastico ed è innamorata di Kazuya Yanagiba, capitano della squadra di calcio; tuttavia entra in contrasto con i suoi sentimenti quando si accorge di amare Limone per via del fatto che è la reincarnazione della vecchia Angel Lily che amava l'Angelo, ma quando scopre che lui e Yanagiba sono la stessa persona, ci si fidanza e, nel manga, dieci anni dopo, si sposa. Come Angel Lily ottiene il Saint Something Blue, uno dei Saint Something Four, unendo il suo amuleto agli orecchini blu; la sua frase simbolo contro i nemici è «Nel linguaggio dei fiori il giglio significa "purezza", io userò il mio amore sbocciato per sconfiggervi!» (「"清純"と言われしリリィの花言葉、咲かせて愛を授けます！」?, «"Seijun" to iwareshi rirī no hanakotoba, sakasete ai wo sazukemasu!»).
- «Wedding Graceful Flower!» (「ウェディング・グレイスフル・フラワー！」?, «Wedingu Gureisufuru Furawā!»): è la frase utilizzata da Yuri per trasformarsi in versione sposa. In Italia «Amuleto Fiorito, accendi i cuori!».
- «Angel Precious Lily!» (「エンジェル・プレシアンス・リリィ！」?, «Enjeru Pureshiansu Rirī!»): è la frase utilizzata da Angel Lily per trasformarsi in versione guerriera. In originale «Wedding Change, cambio d'abito! Angel Precious Lily!», in Italia «Magica Armatura dei Fiori, proteggi i cuori!».
- Saint Lipliner~Lily Rainbow (セント・リプライナー～リリィ・レインボー?, Sento Ripurainā~Rirī Reinbō): è il primo attacco di Angel Lily. La guerriera, tramite il Saint Lipliner, intrappola il nemico con un nastro magico. In Italia «Splendido Arcobaleno, proteggi l'amore!».
- Saint Strahl Stardust (セント・シュトラール・スターダスト?, Sento Shutorāru Sutādasuto): è il secondo attacco di Angel Lily. La guerriera converte il potere oscuro in onde dell'amore e purifica il nemico, potenziata dallo scettro Saint Strahl del Something Blue, uno dei Saint Something Four; può essere utilizzato anche come barriera di protezione. In originale «Il velo di una timida sposa, Saint Strahl Stardust!», in Italia «Meraviglioso potere del blu innamorato, libera le mille foglie stellate dell'amore! Ecco l'autunno dorato di un cuore splendente!».
- Saint Spiral Whip (セント・スパイラル・ウィップ?, Sento Supairaru Uippu): è l'attacco di Angel Lily nella serie OAV. La guerriera utilizza una frusta energizzata contro il nemico.

Hinagiku Tamano (珠野 ひなぎく?, Tamano Hinagiku, in Italia Daisy) / Angel Daisy (エンジェルデイジー?, Enjeru Deijī)
Doppiata da: Yūko Miyamura (ed. giapponese), Giusy Di Martino / Jenny De Cesarei (da bambina, OAV) (ed. italiana)
Dedita allo sport, aggressiva e spesso rude, è un vero e proprio maschiaccio, ma anche molto coraggiosa e sensibile e non si tira mai indietro quando si tratta di aiutare un amico. È nata il 5 maggio e il suo nome significa "margherita". I suoi genitori gestiscono un negozio di fiori e ha un fratellino di nome Akira (Simon). Ha una cotta per Yanagiba, asso della squadra di calcio dell'istituto Saint Hanazono, ma in seguito s'innamora di Takuro, che conosce sin da quando erano piccoli; nel manga, dieci anni dopo si sposerà con lui. Come Angel Daisy ottiene il Saint Something Borrowed, uno dei Saint Something Four, unendo il suo amuleto orologio al ciondolo prestatole dall'amica Saori (Barbara); la sua frase simbolo contro i nemici è «La margherita è l'emblema di un cuore innocente! Con cui io spazzerò via il vento malvagio!» (「デイジーは無邪気な心の象徴だ！邪悪な風なんか吹き飛ばしてやるぜ！」?, «Deijī wa mujakina kokoro no shōchō da! Jaakuna kaze nanka fukitobashite yaru ze!»).
- «Wedding Attractive Flower!» (「ウェディング・アトラクティブ・フラワー！」?, «Wedingu Atorakutibu Furawā!»): è la frase utilizzata da Hinagiku per trasformarsi in versione sposa. In Italia «Orologio dell'Amore, scandisci il tempo del cuore!».
- «Angel Courage Daisy!» (「エンジェル・クラージュ・デイジー！」?, «Enjeru Kurāju Deijī!»): è la frase utilizzata da Angel Daisy per trasformarsi in versione guerriera. In originale «Wedding Change, cambio d'abito! Angel Courage Daisy!», in Italia «Magica Armatura del Tempo, proteggi i cuori!».
- Saint Pendule~Daisy Blizzard (セント・バンデュール～デイジー・ブリザード?, Sento Bandyūru~Deijī Burizādo): è il primo attacco di Angel Daisy. La guerriera, tramite il Saint Pendule, spara una pioggia di fiori contro il nemico; ha anche un effetto congelante. In Italia «Orologio dell'Amore, proteggi i cuori!».
- Saint Tornado Dreaming (セント・トルナード・ドリーミング?, Sento Torunādo Dorīmingu): è il secondo attacco di Angel Daisy. La guerriera converte il potere oscuro in onde dell'amore e purifica il nemico, potenziata dallo scettro Saint Tornado del Something Borrowed, uno dei Saint Something Four. In originale «Le memorabili candele dell'amore, Saint Tornado Dreaming!», in Italia «Scettro Fiorito, soffia un vento di pace e libertà sulla malvagia oscurità! Margherite dei Cuori!».
- Saint Rolling Boomerang (セント・ローリング・ブーメラン?, Sento Rōringu Būmeran): è l'attacco di Angel Daisy nella serie OAV. La guerriera lancia dei boomerang carichi di energia contro il nemico.

Scarlet O'Hara (スカーレット 小原?, Sukāretto Ohara, in Italia Scarlet) / Angel Salvia (エンジェルサルビア?, Enjeru Sarubia)
Doppiata da: Yuka Imai (ed. giapponese), Dania Cericola (ed. italiana)
Fiera e orgogliosa, al punto di apparire snob, è l'ultimo Angelo dell'Amore ad unirsi al gruppo, nonostante all'inizio si mostri fredda e distaccata nei loro confronti. È per metà americana e ha vissuto lì per molto tempo prima di trasferirsi in Giappone, per questo inizialmente ha problemi con la lingua locale. Ha un carattere forte e indipendente, e frequenta una costosissima scuola privata. È nata il 3 novembre e il suo nome è ispirato al nome della protagonista femminile del film Via col vento. A differenza delle altre tre guerriere, Salvia è un Angelo puro che possiede tutti i ricordi della sua vita passata come Angelo dell'Amore al fianco delle vecchie Lily, Daisy e Cerezo. Dà la caccia ai Demoni senza mai fermarsi e non si fa scrupoli ad uccidere pur di compiere il suo dovere di guerriera: ciò è dovuto al fatto che in passato ella, durante la battaglia contro il male, ha perso la sua cara amica Freesia, e per vendicarla agisce in questo modo (nell'anime). Alla fine, nel manga, si fidanza con Dean Butler, un suo amico di infanzia, con cui, dieci anni dopo, si sposa. Come Angel Salvia ottiene il Saint Something New, uno dei Saint Something Four, grazie al potere liberato dagli altri tre; la sua frase simbolo contro i nemici è «"Il cuore che brucia" sta per la salvia nel linguaggio dei fiori! Demoni che vi contorcete nelle tenebre, io ucciderò le vostre anime sporche!» (「"燃える心"はサルビアの花言葉！闇に蠢く悪魔ども、汚れた魂を消し去ってやる！」?, «"Moeru kokoro" wa sarubia no hanakotoba! Yami ni ugomeku akuma-domo, kegareta tamashī wo keshi satte yaru!»).
- «Wedding Excellent Flower!» (「ウェディング・エクセレント・フラワー！」?, «Wedingu Ekuserento Furawā!»): è la frase utilizzata da Scarlet per trasformarsi in versione sposa. In Italia «Diadema dell'Amore, illumina i cuori!».
- «Angel Passionate Salvia!» (「エンジェル・パッシオーネ・サルビア！」?, «Enjeru Passhiōne Sarubia!»): è la frase utilizzata da Angel Salvia per trasformarsi in versione guerriera. In originale «Wedding Change, cambio d'abito! Angel Passionate Salvia!», in Italia «Magica Armatura Scintillante, proteggi l'amore!».
- Saint Pure Sword (セント・ピュア・ソード?, Sento Pyua Sōdo): è il primo attacco di Angel Salvia. La guerriera brandisce la sua spada contro il nemico. In Italia «Spada del Bene, proteggi i cuori!».
- Saint Pure Sword~Jonetsu no Cake Cut (セント・ピュア・ソード～情熱のケーキカット?, Sento Pyua Sōdo~Jōnetsu no Kēki Katto): è il secondo attacco di Angel Salvia. La guerriera converte il potere oscuro in onde dell'amore e purifica il nemico, potenziata dalla Saint Pure Sword del Something New, uno dei Saint Something Four. In Italia «Spada del Bene, sconfiggi il male e l'oscurità!».
- Saint Pure Sword~Bridal Fire (セント・ピュア・ソード～ブライダル・ファイヤー?, Sento Pyua Sōdo~Buraidaru Faiyā): è il terzo attacco di Angel Salvia. La guerriera brandisce la sua spada contro il nemico, scatenando un raggio infuocato. In Italia «Spada del Bene, proteggi i cuori!».
- Saint Twin Sword (セント・ツイン・ソード?, Sento Tsuin Sōdo): è l'attacco di Angel Salvia nella serie OAV. La guerriera brandisce le sue doppie spade affilate contro il nemico. In Italia «Saint Double Sword».

Jama-Pi (じゃ魔ピー?, Jamapī)
Doppiato da: Miwa Matsumoto (ed. giapponese), Monica Bonetto (ed. italiana)
Mascotte e cucciolo degli Angeli dell'Amore, vive con Momoko e funge da informatore alle guerriere, fornendo preziosi consigli sui nemici. È un Demone della tribù degli Ojama e un tempo era dalla parte di Reine Devila come sottoposto di Pluie, ma in seguito viene purificato dal potere dell'amore di Wedding Peach e viene quindi esiliato. Ha l'abitudine di finire le frasi con "~dechu-pi" e ha poteri legati all'elettricità. Nell'anime rincontra dopo tanto tempo la sua amica d'infanzia Jama-ccho, della quale è innamorato, ma non le confesserà mai i suoi sentimenti perché lei sta con Jama-Pon.
Yosuke Fuuma (風摩 ようすけ?, Fuuma Yōsuke, in Italia Alex) / Viento (ヴィエント?, Viento, in Italia Vento)
Doppiato da: Yūji Ueda / Haruna Ikezawa (da bambino) (ed. giapponese), Nicola Bartolini Carrassi / Patrizia Scianca (da bambino) (ed. italiana)
Eccezionale portiere della squadra di calcio dell'istituto Saint Hanazono, si diverte un sacco a prendere in giro Momoko, chiamandola "Momopi" e prendendola in giro per la bassa statura e il viso paffuto, ma alla fine comincia a provare sentimenti per lei, che saranno ricambiati. È nato il 31 ottobre; possiede un campanellino, lasciatogli dal padre, che suona ogni volta che gli Angeli dell'Amore sono in pericolo. Con il proseguire della storia scopre l'identità degli Angeli dell'Amore e scopre di essere il crudele Viento, figlio del leggendario Uragano, guerriero della tribù dei Kazama (Rafaal, nell'anime) e responsabile della disfatta del mondo degli Angeli; egli ha vissuto parallelamente all'identità dello studente Yosuke, senza che uno sapesse nulla dell'altro. Soltanto quando Wedding Peach lo libera definitivamente, il ragazzo è in grado di comprendere la situazione e ricordare che ad uccidere suo padre sono stati i sicari di Reine Devila. Grazie all'amore condiviso con Wedding Peach il male viene sconfitto e i ricordi di Yosuke legati alla battaglia vengono cancellati da Aphrodite; dieci anni dopo, lui e Momoko si sposano (nel manga).
Kazuya Yanagiba (柳葉 和也?, Yanagiba Kazuya, in Italia Nicholas) / Limone (リモーネ?, Rimōne, in Italia Aaron)
Doppiato da: Shinichiro Miki (ed. giapponese), Simone D'Andrea (da umano) / Marco Balzarotti (da angelo) (ed. italiana)
Capitano della squadra di calcio dell'istituto Saint Hanazono, è molto popolare fra le ragazze della scuola. In seguito si scopre essere l'Angelo Limone, guerriero del mondo degli Angeli, il cui compito principale è correre in aiuto degli Angeli dell'Amore quando questi sono in difficoltà. Per vegliare sulle paladine e non essere rilevato dai Demoni, nasconde la propria identità fra gli umani sotto le mentite spoglie di Kazuya Yanagiba. In passato, nella battaglia tra Angeli e Demoni, lui e la Lily della vecchia generazione si innamorarono, ma lei morì subito dopo; s'innamora poi ricambiato di Yuri/Angel Lily, reincarnazione della vecchia guerriera. In seguito esprime il desiderio di vivere come un semplice umano e i suoi ricordi legati alla battaglia vengono cancellati da Aphrodite; dieci anni dopo, lui e Yuri si sposano (nel manga).
Takuro Amano (雨野 たくろう?, Amano Takurō, in Italia Terence)
Doppiato da: Kappei Yamaguchi (ed. giapponese), Flavio Arras (ed. italiana)
Studente dall'alto acume dell'istituto Saint Hanazono, si piazza sempre ai primi posti nei punteggi degli esami. È amico di Hinagiku fin dall'infanzia, che chiama affettuosamente "Hina-ko" ("Hina-chan", nel manga). Tuttavia è molto scarso negli sport e, desideroso di apparire più forte e sicuro di sé, accetta di fare un patto con il Demone Ignis, che in cambio alberga all'interno del suo corpo. Nonostante siano legati solamente da un contratto e non veda di buon occhio le azioni che egli fa, quando Ignis muore e rompe il loro patto, Takuro tenta invano di salvarlo chiedendo aiuto agli Angeli dell'Amore. Viene a conoscenza della doppia identità delle paladine e vorrebbe rendersi utile nella lotta contro i Demoni. Nell'anime inizialmente ha una cotta per Momoko, tanto da seguirla di nascosto; nel manga il suo costante pedinamento porta molti a credere che sia innamorato della ragazza, mentre in realtà vuole fare colpo su Hinagiku; dieci anni dopo, lui e Hinagiku si sposano (nel manga). In principio il personaggio era stato progettato per essere la reincarnazione di Pluie, ma ciò non venne sviluppato.
Dean Butler (ディーン・バトラー?, Dīn Batorā)
Compare solo nel manga. È un amico di infanzia di Scarlet quando la ragazza stava in America, con cui si fidanza e, dieci anni dopo, si sposa. Il suo nome è ispirato al nome del protagonista maschile del film Via col vento.

### Mondo degli Angeli
Aphrodite (アフロディーテ?, Afurodīte)
Doppiata da: Mako Hyōdō (ed. giapponese), Lorella De Luca (ed. italiana)
Dea dell'amore e della bellezza, nonché regina degli Angeli, spesso è anche una preziosa fonte di aiuto e supporto per gli Angeli dell'Amore. È la sorella maggiore di Cerezo, la madre di Momoko.
Sakura Hanasaki (花咲 さくら?, Hanasaki Sakura, in Italia Elizabeth) / Cerezo (セレーソ?, Serēso)
Doppiata da: Chiharu Suzuka (ed. giapponese), Cinzia Massironi (ed. italiana)
Sorella minore di Aphrodite, era una degli Angeli dell'Amore della passata generazione al fianco di Lily, Daisy e Salvia. Il duro scontro con Uragano l'ha portata a perdere le sue compagne e la sua memoria, precipitando sulla Terra. Qui condusse la sua vita come umana e sposò Shoichiro Hanasaki, che le diede il nome Sakura e da cui ebbe Momoko. Ben presto, però, Limone fece riaffiorire i suoi ricordi di quando era un Angelo e ella dovette abbandonare suo marito e sua figlia, ancora neonata, per tornare a combattere. Per proteggere il mondo degli Angeli dall'attacco dei Demoni usò tutta la sua energia, facendola cadere in un sonno profondo; quando si sveglia si presenta da Momoko e le racconta quello che è successo spiegandole di non poterle rimanere a fianco per via della lotta.

### Mondo dei Demoni
Reine Devila (レインデビラ?, Rein Debira, in Italia Oscuria)
Doppiata da: Mika Doi (ed. giapponese), Caterina Rochira (ed. italiana)
Regina dei Demoni, odia con tutte le sue forze gli Angeli dell'Amore e tutto ciò che rappresentano. In passato era una Demone buona e si chiamava Averse (アヴェルス?, Averusu) che entrò senza permesso nel mondo degli Angeli e s'innamorò dell'Angelo Etamine, ma questi era impegnato con l'Angelo Pistil e per via del fatto che fosse una Demone, ella venne cacciata violentemente dal regno grazie al potere dei Saint Something Four. L'odio sviluppato nei confronti di un amore non corrisposto la portarono a diventare malvagia e a intrappolarsi dentro dei rovi spinati, incolpando gli Angeli di tutto ciò. È lei, tramite le sue quattro dirette sottoposte Hatred (Aterid), Odio (Audio), Jura (Crudel) e Oros (Dèmonia), la responsabile dell'uccisione di Uragano, perché questi si era innamorato di un'umana. Vuole sfruttare i poteri di Viento per distruggere l'intero universo, mandando i suoi emissari a farlo, ma la forza dell'amore di Wedding Peach la fa ritornare buona.
Pluie (プリュイ?, Puryui, in Italia Dark)
Doppiato da: Kazuki Yao (ed. giapponese), Patrizio Prata (ed. italiana)
Primo generale dei Demoni ad entrare in azione, è un uomo i cui poteri sono principalmente legati al vento. È stato il padrone di Jama-Pi. Nel suo operato riesce a mettere le mani su uno dei Saint Something Four e rapisce Yosuke, ma viene successivamente sconfitto da Wedding Peach e risucchiato dal vortice della distruzione aperto da Reine Devila nel tentativo di eliminare gli Angeli dell'Amore. Nell'anime sembra provare dei sentimenti per Aquelda, e si dispiace della sua sconfitta.
Aquelda (アクエルダ?, Akueruda)
Doppiata da: Rika Fukami (ed. giapponese), Alessandra Karpoff (ed. italiana)
Compare solo nell'anime. Secondo generale dei Demoni ad entrare in azione, i suoi poteri sono principalmente legati all'acqua. È una donna assetata di denaro e usa qualunque mezzo pur di ottenerne. Dopo aver fallito numerose volte, viene quasi uccisa da Reine Devila, ma Pluie la salva e chiede di poterla tenere come sua aiutante. Viene tuttavia definitivamente sconfitta da Peach, con l'aiuto di Lily e Daisy, sotto gli occhi di Pluie, per cui ella prova qualcosa.
Sandra (サンドラ?, Sandora, in Italia Eterno)
Doppiato da: Takehito Koyasu (ed. giapponese), Andrea De Nisco (ed. italiana)
Compare solo nell'anime. Terzo generale dei Demoni ad entrare in azione, è un uomo i cui poteri sono principalmente legati al fuoco e ai fulmini. È il padrone di un Ojama, Donna. Non agisce mai in prima persona contro gli Angeli dell'Amore, ma anzi manda tre sue sottoposte, Noise (Lilla), Blitz (Lalla) e Cloud (Nube) a sbrigare il lavoro per poi prendersene però i meriti. Queste vengono puntualmente eliminate e purificate, e quando si vede lui costretto a scendere in campo viene sconfitto dall'amore di Wedding Peach, Angel Lily e Angel Daisy.
Ignis (イグニス?, Igunisu, in Italia Edgar)
Doppiato da: Tomokazu Seki (ed. giapponese), Claudio Moneta (ed. italiana)
Quarto generale dei Demoni ad entrare in azione, è un uomo che proviene dalla tribù degli Hima e i suoi poteri sono principalmente legati al fuoco. Per rintracciare i Saint Something Four e scoprire dove si nascondono gli Angeli dell'Amore, si infiltra tra gli esseri umani e trova alloggio all'interno del corpo di Takuro, con cui stipula un contratto, rendendolo in cambio fisicamente più agile e meno timido. Molto orgoglioso, nelle sue missioni non chiede mai aiuto a nessuno senza ricambiare. Riesce a scoprire la vera identità degli Angeli dell'Amore, ma subito dopo viene trafitto con una spada da Potamos, rimasta delusa dal suo atteggiamento dovuto all'inondazione d'amore da parte di Wedding Peach; prima di morire, però, egli libera dal loro contratto Takuro, che rimane sconvolto per la perdita.
Potamos (ポタモス?, Potamosu) / Hiromi Kawanami (川浪 ひろみ?, Kawanami Hiromi, in Italia Jenny)
Doppiata da: Kotono Mitsuishi (ed. giapponese), Patrizia Mottola (ed. italiana)
Quinto generale dei Demoni ad entrare in azione, è una ragazza che proviene dalla tribù dell'Acqua e i suoi poteri sono principalmente legati all'elemento. È molto infantile e irascibile, e al lavoro preferisce di gran lunga giocare, ma sa essere crudele e spietata quando vuole. Arriva in aiuto di Ignis ma, dopo averlo ucciso, ne prende il posto e comincia a frequentare la stessa scuola di Momoko e le altre sotto la falsa identità di Hiromi Kawanami per raccogliere informazioni sugli Angeli dell'Amore. Finisce per innamorarsi di Yosuke, scatenando la gelosia di Momoko, e non esita a chiedergli di uscire, il quale puntualmente rifiuta. Nell'anime grazie alla forza di Wedding Peach diventa buona, mentre nel manga muore per mano di Uragano quando questi attacca Viento e lei gli fa da scudo per proteggerlo.
Petora (ペトラー?, Petorā, in Italia Mantide) / Gozaburo Iwamoto (いわもと ごうざぶろう?, Iwamoto Gōzaburō, in Italia Geraldo)
Doppiato da: Ken'yū Horiuchi (ed. giapponese), Stefano Albertini (ed. italiana)
Compare solo nell'anime. Sesto generale dei Demoni ad entrare in azione, è un uomo che proviene dalla tribù dei Folzen e i suoi poteri sono principalmente legati al kung fu. Dopo averlo, in passato, trasformato in una pietra per via del suo atteggiamento rude e stupido, Reine Devila lo riporta in vita e gli affida la missione di eliminare gli Angeli dell'Amore. Sotto l'identità dell'artista marziale Gozaburo Iwamoto, egli ipnotizza il preside della Saint Hanazono e si autoproclama riformatore dell'educazione della scuola, scatenando varie proteste degli studenti per via delle sue regole bizzarre. Nonostante i suoi fallimenti, è lui a scoprire che dietro a Yosuke si nasconde il misterioso guerriero Viento. Muore trascinato da Limone nel vortice della distruzione aperto da Reine Devila.
Katyusha (カチューシャ?, Kachūsha, in Italia Kristel)
Doppiata da: Yuriko Yamaguchi (ed. giapponese), Francesca Cassola (ed. italiana)
Compare solo nell'anime. Settimo e ultimo generale dei Demoni ad entrare in azione, è una potente guerriera mandata sulla Terra per tentare di far risvegliare il guerriero Viento nel corpo di Yosuke. Possiede una lancia con cui inietta e fa aumentare l'energia negativa in un corpo. Viene purificata durante uno scontro tra Wedding Peach e Viento.
Uragano (ウラガーノ?, Uragāno)
Doppiato da: Tetsuo Kanao (solo ep. 18) / Masashi Sugawara (ed. giapponese), Marco Balzarotti (solo ep. 18) / Claudio Moneta (ed. italiana)
Leggendario guerriero dei Demoni della tribù dei Kazama (Rafaal, nell'anime), pare fosse il più potente in assoluto. La sua sfida con Cerezo non ebbe alcun risultato e caddero entrambi sulla Terra; qui, conobbe i sentimenti dell'amore e lasciò la lotta, sposandosi e avendo un figlio, Yosuke Fuuma, ma Reine Devila mandò i suoi sicari ad ucciderlo; prima di morire, però, lasciò un campanellino come portafortuna al figlio. Nel manga, al contrario, è ancora vivo al servizio delle forze oscure ed è lui a far risvegliare Viento all'interno del corpo di Yosuke, che cerca di uccidere, ma Wedding Peach riesce a purificarlo, portandolo dalla sua parte. Dopo la battaglia vinta contro Reine Devila, Uragano torna sulla Terra per continuare a vivere insieme a sua moglie e suo figlio Yosuke.

## Manga
Il manga è stato pubblicato sulla rivista Ciao a partire dal marzo 1994 e successivamente serializzato in 6 tankōbon dal settembre dello stesso anno all'aprile 1996. Nonostante sia stato ideato prima dell'anime, il manga si differenzia da questo inizialmente, ma in seguito, dopo il primo volume, si accosta molto di più. Nel luglio 1995, l'autrice Mami Tachibana ha scritto e disegnato alcune storie brevi sull'opera, pubblicate poi in un unico volume sulla rivista Shōgaku Yonensei. Nel 1996, a sola opera della Nao Yazawa, è stato pubblicato sulla rivista per bambini Shōgaku Sannensei in un solo volume Wedding Peach Young Love; la trama è stessa dell'originale con lievi variazioni, ma riassunta e meno complessa, e con i personaggi all'apparenza più giovani.
In Italia Wedding Peach è stato pubblicato dalla Star Comics a partire da settembre 2004 al febbraio 2005, in 6 volumi fedeli all'originale. È arrivato anche in Germania nel 2000 da Egmont, negli Stati Uniti nel 2003 da Viz Media e in Spagna nel 2005 da Editorial Ivréa.

### Volumi
| Wedding Peach - I tanti segreti di un cuore innamorato (6 volumi) |                                    |                    |                   |
| 1                                                                 | ottobre 1994                       | ISBN 4-09-136181-1 | 13 settembre 2004 |
| 1                                                                 | Capitoli - Capitoli 1-4 + 3 extra  |                    |                   |
| 2                                                                 | aprile 1995                        | ISBN 4-09-136182-X | 13 ottobre 2004   |
| 2                                                                 | Capitoli - Capitoli 5-7 + 4 extra  |                    |                   |
| 3                                                                 | settembre 1995                     | ISBN 4-09-136183-8 | 13 novembre 2004  |
| 3                                                                 | Capitoli - Capitoli 8-12 + 3 extra |                    |                   |
| 4                                                                 | 20 febbraio 1996                   | ISBN 4-09-136184-6 | 13 dicembre 2004  |
| 4                                                                 | Capitoli - Capitoli 13-17          |                    |                   |
| 5                                                                 | 20 aprile 1996                     | ISBN 4-09-136185-4 | 13 gennaio 2005   |
| 5                                                                 | Capitoli - Capitoli 18-22          |                    |                   |
| 6                                                                 | 20 maggio 1996                     | ISBN 4-09-136186-2 | 14 febbraio 2005  |
| 6                                                                 | Capitoli - Capitoli 23-27 + extra  |                    |                   |
| Wedding Peach - Ai Tenshi tanjō-hen (1 volume)                    |                                    |                    |                   |
| 1                                                                 | 25 agosto 1995                     | ISBN 4-09-149221-5 | –                 |
| 1                                                                 | Capitoli - Capitoli 1-5            |                    |                   |
| Wedding Peach Young Love (1 volume)                               |                                    |                    |                   |
| 1                                                                 | 20 giugno 1996                     | ISBN 4-09-135757-1 | –                 |
| 1                                                                 | Capitoli - Capitoli 1-8            |                    |                   |

## Anime
Wedding Peach è stato adattato in una serie anime di 51 episodi da KSS, andati in onda dal 5 aprile 1995 al 27 marzo 1996 su TV Tokyo.
In Italia è stato acquistato e doppiato da Mediaset subito dopo la messa in onda originale. Inizialmente doveva essere trasmesso su Rete 4 all'interno del contenitore Game Boat nel 1997 dopo l'ultimo episodio di Petali di stelle per Sailor Moon, ma per via della partenza delle repliche di tale serie ciò non è avvenuto. È stato trasmesso una sola volta dal 4 agosto al 29 settembre 2000 in collocazione notturna con maratone di sei episodi alla volta su Italia 1, questo per via dei diritti in scadenza della serie non sapendo Mediaset dove altro collocarla nel palinsesto che era già completo.

### Sigle
La sigla italiana, scritta da Alessandra Valeri Manera con la musica di Franco Fasano ed interpretata da Cristina D'Avena, presenta un arrangiamento completamente diverso dalle originali e viene usata sia in apertura che in chiusura. Il brano è stato poi incluso nell'album della cantante Fivelandia 19.
Sigla di apertura
- Yumemiru Ai Tenshi (夢見る愛天使?), delle FURIL (Kyōko Hikami [Momoko], Yūko Miyamura [Hinagiku], Yukana Nogami [Yuri]) (ep. 1-27)
- Wedding Wars ~Ai wa honō~ (Ｗｅｄｄｉｎｇ Ｗａｒｓ ～愛は炎～?), di Erina Nakajima (ep. 28-51)

Sigla di chiusura
- 21 seiki no Juliet (２１世紀のジュリエット?), delle FURIL (ep. 1-27)
- Virgin Love (ヴァージンラブ?), delle FURIL (ep. 28-50)
- Wedding Wars ~Ai wa honō~ (Ｗｅｄｄｉｎｇ Ｗａｒｓ ～愛は炎～?), di Erina Nakajima (ep. 51)

Sigla di apertura e di chiusura italiana
- I tanti segreti di un cuore innamorato, di Cristina D'Avena

### Omake
Nei LD-BOX e nei DVD-BOX sono contenuti due omake della durata di 10 minuti ciascuno a sfondo comico, rispettivamente dal titolo Gomenne Yosuke no maki (ごめんねようすけの巻? lett. "Capitolo del 'scusami Yosuke'") per il primo e Ai Tenshi Sentai saigo no tatakai (愛天使戦隊最後の戦い? lett. "L'ultima battaglia della squadra degli Angeli dell'Amore") per il secondo. Compaiono in essi alcune citazioni di altri anime e manga, come Dragon Ball e Sailor Moon. Nel primo, gli Angeli dell'Amore devono combattere contro Pluie-R, che ha rapito Yosuke, il tutto a bordo di grandi robot con le loro sembianze e capitanati dal comandante Limone. Nel secondo, Potamos chiede a Momoko di diventare anche lei un Angelo dell'Amore e si trasforma in Angel Potamos, e tutte e cinque le paladine si ritrovano a dover fermare il re dell'oscurità; alla fine di esso è presente un'anteprima che svela l'inizio fittizio di una loro nuova serie basata sul baseball. Le sigle sono, per entrambi, le seconde sia in apertura che in chiusura.

## CD e DVD
Oltre ai CD e i DVD dedicati alla serie, sono usciti anche delle VHS e LD. Il 4 DVD-BOX contiene l'OAV Wedding Peach DX e gli speciali del gruppo musicale FURIL Winter Dream Rave, Wedding Peach Special Video Summer Angel in '96 ~Tenshi-tachi no natsuyasumi~ e Music clip Wedding Peach Festival.
| Nº | Titolo CD                                                                        | Numero tracce | Data uscita      |
| -- | -------------------------------------------------------------------------------- | ------------- | ---------------- |
| 1  | Yumemiru Ai Tenshi (夢見る愛天使?)                                               | 4             | 24 maggio 1995   |
| 2  | Wedding Peach FURIL (ウェディングピーチ ＦＵＲＩＬ?)                             | 12            | 21 luglio 1995   |
| 3  | Wedding Peach MUSIC BOUQUET 1 (ウェディングピーチ ＭＵＳＩＣ ＢＯＵＱＵＥＴ １?) | 33            | 23 agosto 1995   |
| 4  | Wedding Peach MUSIC BOUQUET 2 (ウェディングピーチ ＭＵＳＩＣ ＢＯＵＱＵＥＴ ２?) | 32            | 13 ottobre 1995  |
| 5  | Wedding Peach Special CD (ウェディングピーチ スペシャル ＣＤ?)                   | 4             | 22 novembre 1995 |
| 6  | Wedding Peach Dream Collection (ウェディングピーチ ドリームコレクション?)        | 7             | 22 dicembre 1995 |
| 7  | Memories                                                                         | 39            | 23 febbraio 1996 |
| 8  | Summer Carnival                                                                  | 5             | 26 luglio 1996   |
| 9  | Wedding Peach Premium CD (ウェディングピーチ プレミアム ＣＤ?)                   | 2             | 18 agosto 1996   |
| 10 | Wedding Peach Christmas CD (ウェディングピーチ クリスマス ＣＤ?)                 | 4             | 21 dicembre 1996 |

| Nº | Titolo DVD                             | Data uscita      |
| -- | -------------------------------------- | ---------------- |
| 1  | Wedding Peach DVD-BOX 1 (MOMOKO BOX)   | 8 settembre 2000 |
| 2  | Wedding Peach DVD-BOX 2 (HINAGIKU BOX) | 10 novembre 2000 |
| 3  | Wedding Peach DVD-BOX 3 (YURI BOX)     | 12 gennaio 2001  |
| 4  | Wedding Peach DVD-BOX 4 (SALVIA BOX)   | 9 marzo 2001     |

## Libri
Sono stati pubblicati da Shogakukan su Flower Comics anche 7 anime comics, 8 libri illustrati e diversi libri da colorare.
1. Wedding Peach This is ANIMATION (ウェディングピーチ Ｔｈｉｓ ｉｓ ＡＮＩＭＡＴＩＯＮ?), Shogakukan, dicembre 1995, ISBN 978-4-09-101585-3.
2. Wedding Peach Secret File (ウェディングピーチ・シークレットファイル?), Shogakukan, 1º marzo 1996, ISBN 978-4-09-101586-0.
3. Wedding Peach Oshare Puzzle Book - "Pluie to no tatakai" no maki (ウェディングピーチ・おしゃれパズルブック―「プリュイとのたたかい」のまき?), Shogakukan, ISBN 978-4-09-253252-6.
4. Wedding Peach Marugoto kisekae book (ウェディングピーチ・まるごときせかえブック?), Shogakukan, ISBN 978-4-09-110811-1.

## Videogiochi
Tra il 1995 e il 1996 sono usciti in Giappone dei videogiochi.
| Nº | Titolo videogioco                                                                                  | Piattaforma   | Data uscita       |
| -- | -------------------------------------------------------------------------------------------------- | ------------- | ----------------- |
| 1  | Wedding Peach (ウェディングピーチ?)                                                                | Super Famicom | 25 settembre 1995 |
| 2  | Wedding Peach ~Jama-Pi panic~ (ウェディングピーチ ～じゃ魔ピーパニック～?)                         | Game Boy      | 8 dicembre 1995   |
| 3  | Wedding Peach Dokidoki oironaoshi (ウェディングピーチ ドキドキお色直し?)                           | PlayStation   | 27 settembre 1996 |
| 4  | Wedding Peach Computer Games PC-98VX (ウェディングピーチ コンピュータゲーム ＰＣ–９８ＶＸ?)        | PC            | 1996              |
| 5  | Wedding Peach Screensaver for Windows (ウェディングピーチ スクリーセイバー ｆｏｒ Ｗｉｎｄｏｗｓ?) | PC            | ?                 |

## OAV
Nel 1996 è stata prodotta una serie di quattro OAV, chiamata Wedding Peach DX (愛天使伝説ウェディング・ピーチＤＸ?, Ai Tenshi densetsu Wedingu Pīchi DX, lett. "La leggenda dell'Angelo dell'Amore Wedding Peach DX"). Distribuita in Giappone dal 29 novembre 1996 al 21 marzo 1997, in Italia è stata acquistata da Dynamic Italia nel 1999, che l'ha pubblicata in due VHS con un doppiaggio integrale senza censure.
Dopo aver deciso di perdere i ricordi legati alla battaglia contro Reine Devila, Momoko e le altre si ritrovano a doverli riacquisire e tornare a combattere dei Demoni infiltratisi sulla Terra, perché contrari all'accordo di pace fatto tra il loro popolo e quello degli Angeli.

### Sigle
In Italia vengono usate le sigle originali.
Sigla di apertura
- Merry Angel, delle FURIL' (Kyōko Hikami [Momoko], Yūko Miyamura [Hinagiku], Yukana Nogami [Yuri], Yuka Imai [Scarlet])

Sigla di chiusura
- Sweet little love, delle FURIL'

## Trasmissioni e adattamenti nel mondo
Wedding Peach è stato trasmesso, oltre che in Giappone e in Italia, anche in diversi Paesi in tutto il mondo.
| Stato         | Canale/i televisivo    | Data prima TV |
| ------------- | ---------------------- | --- |
| Corea del Sud | MBC, SBS, Tooniverse   | 28 agosto – 7 novembre 1996 (1º doppiaggio) 3 febbraio – 23 aprile 1999 (2º doppiaggio) 28 gennaio – 11 giugno 2013 (3º doppiaggio) |
| Filippine     | ABS-CBN                | 7 febbraio 2000 |
| Germania      | RTL II                 | 23 aprile – 2 luglio 2001 4 ottobre 2002 (OAV)                                                                                      |
| Hong Kong     | TVB Jade               | 7 luglio – 15 settembre 1997 |
| Spagna        | Buzz Channel, Antena 3 | 17 aprile 1999 |
| Taiwan        | CTS                    | 20 novembre 1997 – 11 dicembre 1998                                                                                                 |
| Thailandia    | Channel 3              | 1998 |

### Adattamenti europei

#### Italiano
La serie viene acquistata e doppiata subito dopo la fine in madrepatria, ma è solo nel 2000 che viene trasmessa, in collocazione notturna con sei episodi per volta, a causa dei diritti in scadenza e il palinsesto già completo. L'adattamento italiano ha cambiato la maggior parte dei nomi, non mantenendo neppure il doppio nome degli Angeli. La trama è stata completamente stravolta, trasformando la lotta fra Angeli e Demoni in una lotta fra alieni buoni, provenienti dal pianeta Sfavillante Cristallia, ed alieni malvagi, provenienti dal pianeta Oscuro. Per nascondere il fatto che sono angeli, le protagoniste vengono chiamate Principesse dei Cuori in versione sposa e Regine dei Cuori in versione guerriera. Anche le frasi di trasformazione ed attacco sono state modificate e molti momenti di silenzio, tipici di alcune situazioni, sono stati riempiti da spiegazioni ridondanti. Inoltre, nell'ultimo episodio, le lacrime rosso sangue di Reine Devila sono state colorate di blu, mentre l'abbraccio di Wedding Peach e Viento nudi è stato parzialmente censurato con l'aggiunta di un fermo immagine semi-trasparente.
Al contrario della serie, nell'OAV viene mantenuta la lotta tra Angeli e Demoni e restano inalterati tutti i nomi dei personaggi, trasformazioni e attacchi.
Nell'edizione manga, pubblicata dalla Star Comics, sono stati mantenuti i nomi originali dei personaggi e degli attacchi.

#### Tedesco
I primi episodi della serie sono arrivati in Germania nel 1999 in VHS con il titolo originale e il sottotitolo Die Engel der Liebe (L'Angelo dell'Amore), ma solo dal 2001 in poi viene trasmessa in televisione per intero con un nuovo doppiaggio; gli OAV sono arrivati l'anno successivo. Entrambe le sigle di testa sono state tradotte e adattate, con i titoli Ich hab dich im Traum gesehen per la prima e Liebe ist Kampf per la seconda, cantata da Tina Frank. I nomi dei personaggi rimangono gli stessi della versione originale, mentre le trasformazioni e gli attacchi delle protagoniste vengono tradotti in lingua tedesca.

#### Spagnolo
Con il titolo Hada Nupcial (Fata Nuziale), l'anime viene trasmesso in Spagna dall'aprile 1999 su Buzz Channel. L'adattamento traduce letteralmente le trasformazioni, gli attacchi e i nomi dei personaggi, per cui Wedding Peach diventa Hada Nupcial, Angel Lily viene chiamata Ángel Lirio e Angel Daisy è Ángel Margarita.

### Adattamenti americani

#### Statunitense/canadese
I diritti della serie sono stati acquistati da ADV Films nel 2003, che l'ha pubblicata in 10 DVD, compresi gli OAV. Non è mai stata trasmessa in televisione.

### Adattamenti asiatici

#### Coreano
La Corea del Sud fu tra i primi paesi ad acquistare l'anime, mandandolo in onda su MBC nel 1996 con il titolo Yosulcheonsa Peach (요술천사 피치?, lett. "L'Angelo magico Peach") e un doppiaggio tuttavia molto censurato, arrivando a tagliare gli episodi 19, 25, 26, 27 e 39. I nomi dei personaggi sono stati tutti cambiati, e la sigla della serie segue un arrangiamento diverso dall'originale, intitolata Jeonseol-ui sarang (전설의 사랑?) e cantata da Choi Yong Joon.
Nel 1999, visto la trama completamente stravolta dalla censura, la serie viene ridoppiata con qualche lieve cambiamento e il titolo Sarang-ui cheonsa Wedding Peach (사랑의 천사 웨딩피치?), venendo trasmessa su SBS. Come per il precedente adattamento, i nomi sono diversi dai giapponesi e le formule di trasformazione e attacco sono tradotte. Le due sigle di testa vengono ricantate da Jin Sun-ju fedeli a quelle originali.
A distanza di più di 10 anni dalla trasmissione in prima visione, nel 2013, la serie viene doppiata per una terza volta, esente da censure e con il titolo originale, e trasmessa su Tooniverse. La sigla è una sola, diversa dall'originale, intitolata Sumgilsu eobsneun sarang (숨길수 없는 사랑?) e cantata da An Ye-seul.

#### Taiwanese
A Taiwan la serie, trasmessa tra il 1997 e il 1998 su CTS, viene chiamata Ài Tiānshǐ chuánshuō (愛天使傳說S, lett. "La leggenda degli Angeli dell'Amore"P). Sia le sigle di apertura e quelle di chiusura, sia i brani di sottofondo all'interno degli episodi rimangono in originale giapponese. I nomi presentano gli stessi ideogrammi degli originali, ma cambia la pronuncia. Pur essendo doppiati, negli episodi sono presenti i sottotitoli in cinese.

#### Hong Kong
A Hong Kong l'anime è arrivato nel 1997 ed è stato trasmesso su TVB Jade con il titolo Hūnshā xiǎo Tiānshǐ (婚紗小天使S, lett. "Angeli delle Nozze"P). Le canzoni all'interno degli episodi restano come in originale, mentre la sigla viene cambiata ed è Hūnshā gòusī (婚紗構思S) cantata da Yao Xiu Ling.

#### Thailandese
In Thailandia viene trasmessa nel 1998 su Channel 3 con il titolo เวดดิ้งพีช สาวน้อยผู้พิทักษ์ (La giovane paladina Wedding Peach).